# Hanchuan
Hanchuan är en stad på häradsnivå som ingår i Xiaogans stad på prefekturnivå i  provinsen Hubei i centrala Kina. Den ligger omkring 58 kilometer väster om provinshuvudstaden Wuhan. Hanchuan ligger vid Hanflodens nedre lopp. Stadsområdet omfattar totalt 1 663 kvadratkilometer och befolkningen uppgick i slutet av 2007 till 1 099 000 personer.
Under 2012 kommer Hanchuan bli en station på den nya Hankou - Yichang-järnvägen.